# Asmongold
Захариа Хойт (англ. Zachariah Hoyt, род. 20 апреля 1990), более известный под своим никнеймом Asmongold, — американский видеоблогер и интернет-стример. Его контент в основном посвящён игре World of Warcraft, но он также освещает другие видеоигры и темы, связанные с игровой культурой.

## Биография
Захариа Хойт родился во Флориде и вырос в Остине, Техас. С детства он увлекался компьютерными играми, особенно ролевыми играми (RPG). В 2006 году друг познакомил его с игрой World of Warcraft. Игра его быстро увлекла, и он начал проводить в ней много времени. Позже Зак поступил в колледж, но бросил его, чтобы сосредоточиться на карьере стримера.
Онлайн-карьера Asmongold началась в 2009 году, когда он начал публиковать на YouTube видео о World of Warcraft, в которых делился своими знаниями, стратегиями и опытом игры. Его YouTube-канал постепенно рос. С 2011 года он начал стримить на Twitch, сначала в качестве хобби. В 2012—2013 годах он работал в Налоговом управлении США и готовился к получению юридического образования, однако отказался от этих планов, поскольку ему пришлось ухаживать за больной матерью. С 2014 года его основной работой стали стримы. По состоянию на 2019 год, его контент в основном состоял из летсплеев, гайдов, обсуждений и обзоров, связанных с дополнениями и обновлениями World of Warcraft
.
После выхода World of Warcraft Classic в 2019 году его популярность резко возросла, он стал одним из самых популярных стримеров на платформе. Во время выхода дополнения Shadowlands он был одним из самых популярных стримеров World of Warcraft. 3 июля 2021 года Зак также начал стримить Final Fantasy XIV и собирал сотни тысяч зрителей.
В октябре 2021 года его мать скончалась из-за осложнений, вызванных хронической обструктивной болезнью лёгких (ХОБЛ), в связи с чем он взял перерыв от стриминга.

## Бизнес-проекты
В октябре 2020 года Зак стал соучредителем организации One True King (OTK), занимающейся стримингом и созданием контента, совместно с другими стримерами, включая Мэтью «Mizkif» Ринаудо и Томасом «Sodapoppin» Моррисом. В августе 2022 года он объявил о создании новой компании Starforge Systems по сборке компьютеров в сотрудничестве с Чарльзом «Cr1TiKaL» Уайтом. Компанию быстро раскритиковали за высокую цену продукции, на что они ответили снижением цен на 100 долларов. 21 февраля 2025 года Asmongold объявил, что покинул организацию, объявив её создание «величайшей ошибкой своей жизни».

## Политическая активность
В 2022 году он обратился к сенатору-республиканцу Теду Крузу, предложив обсудить регулирование лутбоксов в компьютерных играх на канале Круза на YouTube. Круз ответил, что заинтересован в разговоре, но отметил, что придерживается «очень либертарианских взглядов» по этому вопросу.

## Конфликты
В 2024 году Asmongold раскритиковал присовоение награды Esports Awards в категории «стример года» Саманте Ривере «Rivers» Тревиньо, заявив: «мне горько видеть очередной выбор ради разнообразия; её выбрали просто потому, что она женщина, и все это понимают. Выиграть должен был Speed, или Кай, или CaseOh, или ещё человека три… Но вы поставили её просто из-за пола. Это унизительно и покровительственно. Она даже среди стримерш не лучшая».
На стриме на Twitch 14 октября 2024 года он назвал палестинцев «ужасными людьми» из «низшей культуры», которые «убивают людей за их идентичность» и «противоречат всем западным ценностям». Это привело к 14-дневной блокировке на платформе. Позднее он опубликовал извинение, заявив, что блокировка и критика в его адрес были заслужены, и объявил об уходе из руководства OTK и Starforge Systems.
Когда в январе 2025 года Илона Маска обвинили в том, что он заплатил третьим лицам за прокачку своего аккаунта Path of Exile 2, Зак бросил ему вызов, предложив доказать, что он самостоятельно прокачал персонажа до 97 уровня в хардкорном режиме игры. В ответ Маск отписался от Asmongold в X, удалил отметку о верификации и опубликовал скриншоты их личной переписки.